# 김우평
김우평(1898년 11월 15일~1967년 3월 26일)은 대한민국의 정치인이다. 제5대 국회의원을 지냈다. 장면 내각에서 제7대 부흥부 장관을 지냈다.

## 역대 선거 결과
|  | 30.68% |

|  | 66.22% |